# Laestrygones albiceris
Espèce
Synonymes
- Lycosa proxima Urquhart, 1886 nec C. L. Koch, 1847
- Laestrygones albiceres Urquhart, 1894
- Laestrygones urquhartii Bryant, 1933

Laestrygones albiceris est une espèce d'araignées aranéomorphes de la famille des Toxopidae.

## Distribution
Cette espèce est endémique de Nouvelle-Zélande.

## Description
La carapace de la femelle holotype mesure 1,6 mm de long sur 1,2 mm et l'abdomen 2,5 mm de long sur 1,9 mm.

## Publication originale
- Urquhart, 1894 : Description of new species of Araneae. Transactions of the New Zealand Institute, vol. 26, p. 204-218 (texte intégral).